# Loxiran (Band)
Loxiran war eine deutsche Hardcore-Band aus Rendsburg.

## Geschichte
Die Band existierte von 1994 bis 1998 und war Mitbegründer der sogenannten Northcore-Bewegung, die für die DIY-Hardcore-Szene im nördlichen Raum Deutschlands steht. Der Bandname basiert auf dem gleichnamigen Insektizids gegen Ameisen. Popularität erlangte die Band innerhalb der Szene durch ihren eingängig gespielten New-School-Hardcore und ihre aussagekräftigen deutschsprachigen Texte. Die Texte waren politisch links und pro-Tierrechte (zum Beispiel in dem Song Wahre Wesen) ausgerichtet.
Das im Jahr 1996 veröffentlichte Demo-Tape „Kinder der Zukunft“ war schnell ausverkauft. Ein Jahr später folgte die erste selbstbetitelte Single auf dem in Norddeutschland ansässigen Musiklabel Per Koro Records. 1998 erfolgte nach vorher sporadisch stattgefundenen Konzerten eine Tour durch Deutschland. Mit dem Bekanntheitsgrad wuchs auch der Druck auf die Band. Im Frühjahr 1998 wurde eine selbstbetitelte 10" / CD aufgenommen. Es kam zu Differenzen innerhalb der Band und so entschied man gemeinsam, zukünftig getrennte Wege zu gehen. Das Abschiedskonzert fand auf einem Festival am 3. Juli in Kassel-Immenhausen statt.

### Weiterentwicklung
Alle Bandmitglieder waren nach Auflösung von Loxiran in weiteren Musikprojekten aktiv:
- Dennis Becker spielte nach Loxiran in Bands wie Chispa und Lebensreform, schließlich wurde er Gitarrist bei Tomte. Zwischenzeitlich war er zudem Bassist bei Olli Schulz und der Hund Marie, zweiter Sänger und Gitarrist der Band marr und Gitarrist bei Walter Schreifels. Er komponierte zusammen mit Max Schröder Soundtracks für die Filme Verstärker und Schwesterherz und spielt eine kleine Rolle in dem Film Berlin am Meer.
- Thomas Tröger spielte nach Loxiran bei Chispa und Just went Black. Ein Angebot, bei Tomte zu spielen, lehnte er ab. Er ist mittlerweile Osteopath in Hamburg
- Oliver Koch spielte nach Loxiran in den Bands Chispa, Linsay, Tomte, Enfold und marr. Koch leitet aktuell die Geschicke des Opak-Magazins in Berlin.
- Norman Kolodziej spielte ab 2004 als Der Tante Renate elektronische Musik und ab 2007 unter dem Namen Bratze Elektropunk mit Kevin Hamann. Beide Acts sind bei Audiolith Records unter Vertrag.
- Tobias Wichura arbeitete als Regieassistent und Locationscout

## Trivia
- Der Restbestand der ersten 7" (300 Stück) wurde später aufgrund Mangel an Cover mit sogenannten „Rip-Offs“ verkauft. Diese bestanden aus 5 verschiedenen Covern verschiedener bekannter Hardcore-Veröffentlichung im 7"-Format.

## Diskografie
- 1996: Kinder der Zukunft (Demo, Eigenveröffentlichung)
- 1997: Loxiran (Single, Per Koro Records)
- 1998: Loxiran (EP, Per Koro Records)